# Jack McLoughlin
Jack Alan McLoughlin (South Brisbane, 1 de febrero de 1995) es un deportista australiano que compite en natación, especialista en el estilo libre.
Participó en dos Juegos Olímpicos de Verano, obteniendo una medalla de plata en Tokio 2020, en la prueba de 400 m libre, y el noveno lugar en Río de Janeiro 2016, en los 1500 m libre.
Ganó una medalla de oro en el Campeonato Mundial de Natación de 2019 y tres medallas en el Campeonato Pan-Pacífico de Natación de 2018.

## Palmarés internacional
| Juegos Olímpicos        | Juegos Olímpicos        | Juegos Olímpicos  | Juegos Olímpicos |
| Año                     | Lugar                   | Medalla           | Prueba           |
| ----------------------- | ----------------------- | ----------------- | ---------------- |
| 2020                    | Tokio (Japón)           | Medalla de plata  | 400 m libre      |
| Campeonato Mundial      |                         |                   |                  |
| Año                     | Lugar                   | Medalla           | Prueba           |
| 2019                    | Gwangju (Corea del Sur) | Medalla de oro    | 4 × 200 m libre  |
| Campeonato Pan-Pacífico |                         |                   |                  |
| Año                     | Lugar                   | Medalla           | Prueba           |
| 2018                    | Tokio (Japón)           | Medalla de oro    | 400 m libre      |
| 2018                    | Tokio (Japón)           | Medalla de bronce | 800 m libre      |
| 2018                    | Tokio (Japón)           | Medalla de bronce | 1500 m libre     |